# Forme (Apple)
Forme, (« Fitness » en anglais) anciennement Activité est une application de suivi d'exercice physique développée par Apple et dévoilée lors de l'événement spécial de septembre 2014. L'application est disponible pour tous les modèles d'iPhone tournant sous iOS 8.2 ou versions ultérieures pour les utilisateurs ayant connecté une Apple Watch. Depuis iOS 16, l'application forme peut être installée sur un iPhone sans avoir associé d'Apple Watch.
L'application affiche un résumé des exercices de l'utilisateur enregistrées par une Apple Watch.

## Fonctionnalités
L'application affiche trois « anneaux d'activité » représentant des objectifs quotidiens qui encouragent les utilisateurs à les « compléter » chaque jour. L'anneau rouge représente les calories brûlées, le vert représente l'activité physique en minutes et le bleu représente l'objectif « se lever » qui compte le nombre d'heures où les utilisateurs se sont levés au moins une minute. Les anneaux d'activité peuvent être partagés avec d'autres utilisateurs, et il est possible de démarrer un concours avec un proche, le vainqueur est celui qui a fait le plus d'activité pendant sept jours.
Tous les entraînements enregistrés via l'app Forme sur l'Apple Watch sont consultables sur son homonyme de l'iPhone sur l'onglet « Résumé » dans lequel on pourra voir l'historique de la fréquence cardiaque, le type de l'exercice, etc. Pour les activités en extérieur, les conditions météorologiques et la carte du parcours sont incluses dans le résumé. Après une période de 180 jours, l'application pourra montrer aux utilisateurs leurs tendances, et une flèche pourra signaler si l'utilisateur a fait plus ou moins que ladite tendance.

## Apple Fitness+

### Histoire et accessibilité
Apple Fitness+ est une plateforme de vidéo à la demande d'exercices sportifs guidés sans publicité présentée lors de l'Événement Spécial Apple de septembre 2020, officiellement lancée le 14 décembre 2020 en Australie, au Canada, aux États-Unis, en Irlande, en Nouvelle-Zélande et au Royaume-Uni,.
La plateforme fournit des guides d'entraînements physiques et des routines de coachs professionnels, tout en affichant les statistiques sur l'Apple Watch en temps réel. Chaque séance d'entraînement est réglée sur une liste de lecture sélectionnée, les abonnés d'Apple Music ont la possibilité de télécharger une liste de lecture d'entraînement sur leur appareil pour une autre utilisation. Ce service est présent sur l'app Forme de l'iPhone, de l'iPad, de l'Apple TV. Apple Fitness+ coûte, aux États-Unis, 9,99 dollars par mois, 79,99 dollars par an, ou est inclus dans l'abonnement Apple One.
Le 14 septembre 2021, lors de son événement de rentré, Apple annonce que le service va permettre, à partir de l'automne 2021, de faire des exercices en groupe, jusqu'à 32 personnes, grâce à la fonction SharePlay qui sera déployé avec iOS 15. De plus, il fut annoncé que le service sera proposé dans 15 nouveaux pays dont la France et la Suisse d'ici la fin de l'année 2021.
Le 3 novembre 2021, le service est disponible dans 15 pays supplémentaires dont la France et est également inclus dans l'offre "Premium" d'Apple One déployé simultanément,,.

### Entraînements disponibles
Les entraînements disponibles sont les suivants : entraînement par intervalles à haute intensité, entraînement fonctionnel, yoga, danse, renforcement de la ceinture abdominale, vélo, tapis roulant (marche et course), rameur et étirements en pleine conscience. La plupart des séances d'entraînement ont trois entraîneurs différents, dont l'un effectue une version modifiée, moins intensive, de la séance d'entraînement. Le troisième instructeur s'aligne sur l'instructeur principal ou, dans certains cas, exécute une version plus intensive. Des entraînements plus courts sont également disponibles, avec un seul instructeur et des instructions supplémentaires pour les personnes qui ne connaissent pas un exercice particulier.
Le 21 janvier 2021, une fonctionnalité appelée « Place à la marche » a été ajoutée. Elle propose des podcasts audio de personnalités provenant de milieux différents aussi bien du milieu des sports que celui de la musique dans lesquels, elles racontent des histoires inspirantes mélangées à de la musique. Contrairement aux vidéos (lues sur iPhone, iPad et Apple TV), les podcasts doivent être lancées depuis une Apple Watch appairée avec des écouteurs/casques Bluetooth.
Au cours de la Keynote du 14 septembre 2021, Apple a annoncé étendre son service avec de nouveaux types d'exercices, comme la méditation guidée, le Pilates ou encore des exercices de préparation pour la saison du ski.

## API GymKit
GymKit est une API d'intégration proposée avec watchOS 4.1 le 30 octobre 2017 qui permet aux développeurs et aux fabricants d'établir une synchronisation bidirectionnelle entre l'Apple Watch et certains équipements de cardio,. Une fois appairés, les appareils compatibles peuvent envoyer des données d'exercice à l'app Forme.